# Lorenzo Ginori Lisci
Lorenzo Ginori Lisci (Firenze, 23 maggio 1823 – Firenze, 13 febbraio 1878) è stato un nobile, politico e imprenditore italiano.